# Матриче
Матриче (итал. Matrice) је насеље у Италији у округу Кампобасо, региону Молизе.
Према процени из 2011. у насељу је живело 597 становника. Насеље се налази на надморској висини од 743 м.

## Становништво
| 1931. | 1936. | 1951. | 1961. | 1971. | 1981. | 1991. | 2001. | 2011. |
| ----- | ----- | ----- | ----- | ----- | ----- | ----- | ----- | ----- |
| 1.620 | 1.604 | 1.707 | 1.404 | 1.096 | 1.042 | 1.077 | 1.067 | 1.110 |